# Xã Hayes, Quận Charlevoix, Michigan
Xã Hayes (tiếng Anh: Hayes Township) là một xã thuộc quận Charlevoix, tiểu bang Michigan, Hoa Kỳ. Năm 2010, dân số của xã này là 1.919 người.